# Sunanta Kangvalkulkij

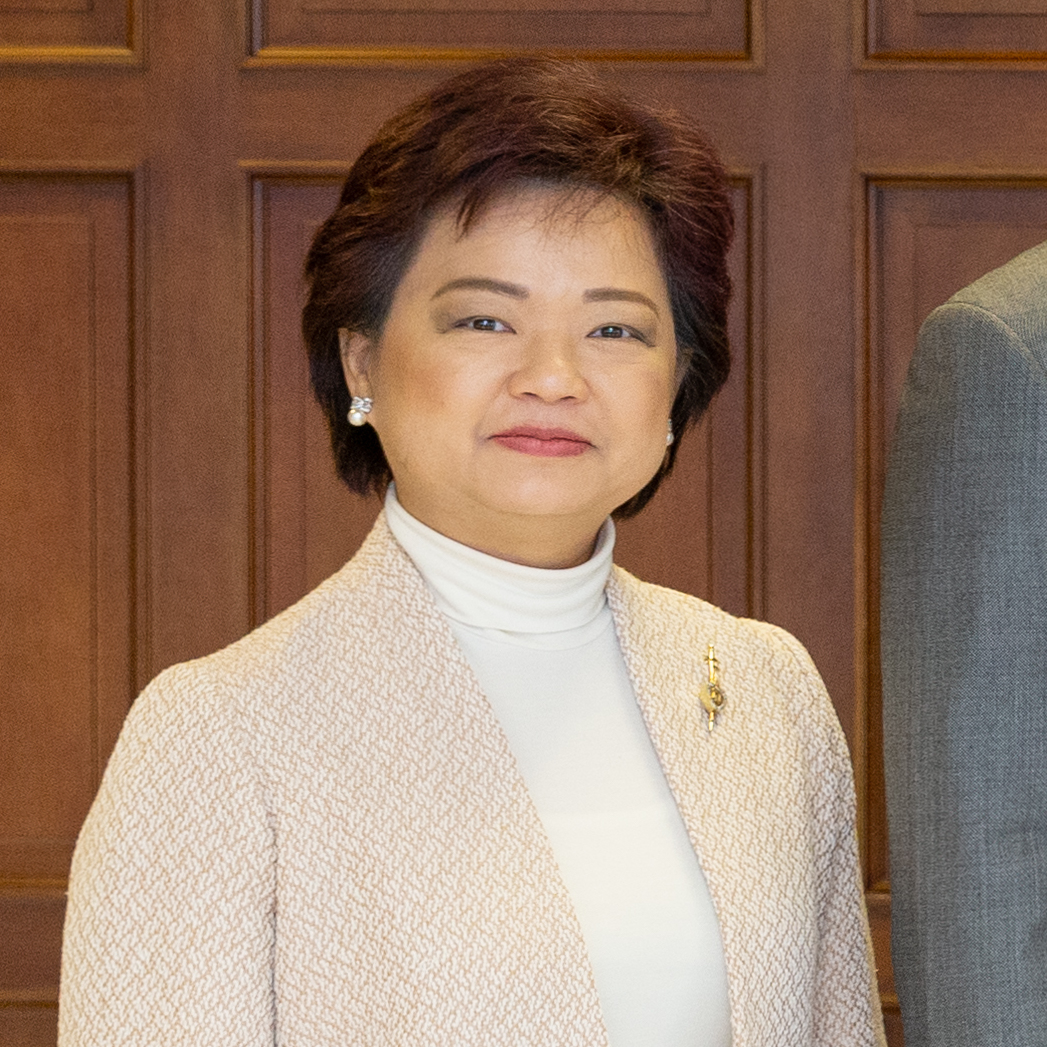
Sunanta Kangvalkulkij

Sunanta Kangvalkulkij ist eine thailändische Diplomatin.

## Leben
Sie bekam ein Royal Thai Scholarship und studierte an der University of Illinois und schloss dieses Studium mit einem Master in Wirtschaft ab.
Nach dem Studium begann sie beim thailändischen Handelsministerium zu arbeiten, wo sie innerhalb von 20 Jahren bis zum Deputy Director General of trade negotiations aufstieg. In dieser Funktion führte sie auch Verhandlungen mit Pakistan bezüglich eines Freihandelsabkommens. Danach wurde sie Ständige Vertreterin Thailands bei der Welthandelsorganisation und der Weltorganisation für geistiges Eigentum.
Nachdem sie ein Jahr bei der WTO das Dispute Settlement Komitee geleitet hatte, übernahm sie 2019 von Ihara Junichi den Vorsitz des Allgemeinen Rates der Welthandelsorganisation. Damit leitete sie das höchste Gremium der Welthandelsorganisation, in der Zeit in der es keine WTO-Ministerkonferenz gibt. In dieser Funktion war sie die erste thailändische Staatsbürgerin und eine Berufung auf den Posten wurde aufgrund des Handelskrieges zwischen den USA und China als große Herausforderung gesehen. Sie wurde 2020 von David Walker abgelöst.